# Vjetropark Gemini
Vjetropark Gemini je kompleks priobalnih vjetroturbina na sjeveru Nizozemske. Ukupna snaga mu je 600 MW što ga čini najvećim offshore vjetroparkom u Nizozemskoj te drugim najvećim na svijetu nakon London Arraya. 
Kompleks se nalazi u Sjevernom moru osamdesetak kilometara od kopnenog grada Groningena, a njegova snaga je podijeljena na 150 vjetroturbina od kojih svaka ima snagu od 4 MW.
Vjetroelektrane je razvio konzorcij pod vodstvom kanadske tvrtke Northland Power, dok je Van Oord iz Rotterdama glavni izvođač radova. Izgradnja je započela sredinom 2015.godine,a pred kraj 2016. godine instalirano je svih 150 vjetroelektrana. Konačno u svibnju 2017. vjetropark Gemini je i službeno započeo s radom.
Ukupan trošak izgradnje kompleksa iznosio je 2,8 milijardi € a, novac je prikupljen investicijama iz tridesetak poduzeća i banaka. 
Godišnje će ovaj kompleks može proizvesti oko 2,6 TWh električne energije koje će opskrbljivati 800 tisuća (do skoro 1,5 milijuna) stanovnika Nizozemske.

## Lokacija vjetroparka
Vjetropark se nalazi na dvije lokacije u Sjevernom moru koje imaju po 75 vjetroelektrana. Prvi dio se nalazi u blizini otoka Ameland dok je drugi kod otoka Schiermonnikoog.

## Izgradnja vjetroparka
Izgradnja je počela dopremanjem dviju visokonaponskih stanica na lokaciju vjetroparka. Njihova uloga je transformacija dobivene energije u oblik pogodan za korištenje (220 V) i transport kablovima koji su ukopani ispod dna mora na dubini od 1 metar. Ti kablovi, duljine 100 km, prenose električnu energiju do luke Eemshaven gdje dolazi do spajanja na mrežu. Ujedno luka služi kao centar za kontrolu rada i održavanje.  Prva vjetroturbina postavljena je u veljači 2016.godine, a nakon kompletne instalacije sustav je podvrgnut uspješnom testiranju.  

## Vjetroturbina
U ovome projektu instaliran je najnoviji tip vjetroturbina tvrtke Siemens, SWT-4.0-130  Arhivirana inačica izvorne stranice od 16. prosinca 2017. (Wayback Machine) snage 4 MW. Odlikuje ju 15% veća efikasnost u odnosu na dosadašnje modele. Duljina lopatice je 63.45 metara, a promjer 130 metara što rezultira površinom zahvata od 13300 kvadratnih metara za svaku vjetroturbinu. To im omogućava svojstvo robusnosti, to jest jako dobar otpor prema promjenama i uznemirenjima u opterećenju koja se mogu javiti u njihovom radu. 

## Važnost projekta za Nizozemsku
Vjetropark Gemini ima višestruko značenje za gospodarstvo. Ukupan broj stanovnika ove države je oko 17 milijuna, a samo ovim projektom bit će sigurno pokriveno oko 5% od tog broja. Također pomoći će Nizozemskoj u postizanju cilja da proizvodi 14% energije iz obnovljivih izvora i smanjenju ispuštanja stakleničkih plinova u iznosu od 1,25 milijuna tona/godini čime će dostići dogovorene ciljeve Pariškog sporazuma. Ovaj projekt dio je plana vlade da instalira 4500 MW snage u obliku priobalnih vjetroelektrana do 2023.godine.